# David Reich
David Reich, né le 14 juillet 1974 à Washington, est un biologiste américain et un généticien spécialiste de l'ADN fossile. Il est aussi dans son domaine scientifique l'auteur d'essais destinés au grand public.

## Famille
David Emil Reich est né en 1974 au sein d'une famille juive de Washington D.C. Son père, Walter Reich, fut le premier directeur du United States Holocaust Memorial Museum. Sa mère est la sœur du rabbin moderne-orthodoxe Avi Weiss.

## Etudes
David Reich a étudié à Harvard, d'abord en sociologie, puis en physique. Après l'obtention de son Bachelor in Arts (BA) en physique à Harvard en 1996, il est parti à l'Université d'Oxford (Angleterre), initialement pour devenir médecin. Il y a obtenu un doctorat (PhD) en zoologie en 1999.

## Carrière académique
David Reich a rejoint la Harvard Medical School (HMS) à Boston (Massachusetts) en 2003. Il est actuellement généticien, professeur à la Harvard Medical School, spécialiste des études comparées sur le génome humain, des chimpanzés et des hommes préhistoriques.

## Travaux de recherche
Les premiers travaux de David Reich en 2006 portèrent sur l'étude de la date de divergence entre la lignée humaine et celle des chimpanzés, par l'analyse comparée de leurs génomes. Ces travaux cherchaient à expliquer la divergence apparente entre les données fossiles (notamment Toumaï et Orrorin tugenensis) et les données génétiques fondées sur le principe de l'horloge moléculaire. David Reich a proposé à l'époque une théorie de réhybridation continue entre les deux lignées pendant une longue période après la première séparation supposée. Cette conclusion est aujourd'hui remise en cause par la révision en baisse du rythme estimé de l'horloge moléculaire, qui permet désormais aux données génétiques de converger vers les données paléontologiques.
En 2009, les travaux de David Reich ont porté sur l'étude de la population du sous-continent indien. Ils ont mis en évidence la présence de deux groupes de population à l'origine séparés, l'un au nord l'autre au sud, qui se seraient mélangés à une période située entre il y a 1 900 et 4 200 ans. Par la suite, la population indienne se serait développée par endogamie au sein de communautés fermées.
À partir de 2010, David Reich a travaillé sur le séquençage complet de l'ADN humain, puis sur l'étude de l'ADN fossile de l'Homme de Néandertal et de l'Homme de Denisova. Ses travaux ont mis en évidence que des croisements entre ces deux espèces et Homo sapiens se seraient produits entre 40 000 et 100 000 ans.

## Publications

### Ouvrages
- Comment nous sommes devenus ce que nous sommes, Quanto, 2019 ((fr) Who We Are and How We Got Here, Oxford University Press, 2018), 380 p.  (ISBN 2889153088)

### Articles de presse
- (en) David Reich, « How Genetics Is Changing Our Understanding of ‘Race’ », The New York Times,‎ 23 mars 2018 (lire en ligne)
- (en) David Reich, « How to Talk About ‘Race’ and Genetics », The New York Times,‎ 30 mars 2018 (lire en ligne)
- (en) David Reich et Orlando Patterson, « Ancient DNA Is Changing How We Think About the Caribbean », The New York Times,‎ 23 décembre 2020 (lire en ligne)